# Mikroregion Ribeira do Pombal

Mikroregion Ribeira do Pombal

Mikroregion Ribeira do Pombal – mikroregion w brazylijskim stanie Bahia należący do mezoregionu Nordeste Baiano. Ma powierzchnię 10.807,15660 km²

## Gminy
- Adustina
- Antas
- Banzaê
- Cícero Dantas
- Cipó
- Fátima
- Heliópolis
- Itapicuru
- Nova Soure
- Novo Triunfo
- Olindina
- Paripiranga
- Ribeira do Amparo
- Ribeira do Pombal